# Уотерс, Джон
Джон Сэмьюэл Уотерс-мл. (англ. John Samuel Waters Jr.; род. 22 апреля 1946) — американский кинорежиссёр, актёр, писатель, журналист, художник и коллекционер.

## Биография
Джон Уотерс прославился в начале 1970-х благодаря своим картинам в жанре трансгрессивного кино. В своих культовых фильмах 1970-х — начала 1980-х Дж. Уотерс регулярно снимает свою любимую труппу под названием «Dreamlanders». Среди них: Дивайн, Минк Стоул, Дэвид Локари, Мэри Вивиан Пирс и Эдит Мэсси.
В 1972 году Джон Уотерс снял фильм «Розовые фламинго» с Дивайном в главной роли. Критики называют картину «самым отвратительным фильмом всех времён».
Начиная с фильма «Жизнь в отчаянии» (1977) Уотерс стал снимать и реальных осуждённых преступников (Лиз Реней, Патрисия Херст), а также знаменитую в прошлом порноактрису Трейси Лордс.
Выход фильма «Полиэстер» в 1981 году с Дивайном и Табом Хантером в главных ролях ознаменовал интерес режиссёра к коммерческому кино. За «Полиэстером» последовали ещё более успешные картины: «Лак для волос» (1988 год), «Плакса» (1990 год), «Мамочка-маньячка-убийца» (1994 год), «Фотограф» (1998 год) и «Безумный Сесил Б.» (2000 год).
В 2002 году «Лак для волос» был поставлен на Бродвее как мюзикл, по нему в свою очередь был снова снят фильм «Лак для волос», который шёл в прокате по всему миру и собрал более 200 млн долларов.
Мюзикл «Лак для волос» получил премию «Тони».
Фильм 2004 года «Грязный стыд» являет собой возвращение к раннему противоречивому стилю.
В 2009 году театр Musicaldome в Кёльне (Германия) с огромным успехом начал показывать немецкоязычную версию мюзикла «Лак для волос».
Джон Уотерс — открытый гей, активный защитник прав гомосексуалов.
Джон Уотерс легко узнаваем по своим фирменным тонким усикам, которые он неизменно носит с начала 1970-х. Кроме того, он обычно появляется с сигаретой. В основном живёт в своём родном городе Балтимор (штат Мэрилэнд), где также происходит действие всех его фильмов.

## Фильмография

### Режиссёр
- 1964 — Ведьма в чёрной кожаной куртке / Hag in a Black Leather Jacket (также сценарист и продюсер)
- 1966 — Римские свечи / Roman Candles (также сценарист и продюсер)
- 1968 — Съешь свой макияж / Eat Your Makeup (также сценарист и продюсер)
- 1969 — Отстойный мир / Mondo Trasho (также сценарист и продюсер)
- 1970 — История Дайаны Линклеттер / The Diane Linkletter Story (также сценарист и продюсер)
- 1970 — Множественные маньяки / Multiple Maniacs (также сценарист и продюсер)
- 1972 — Розовые фламинго / Pink Flamingos (также сценарист и продюсер)
- 1974 — Женские проблемы / Female Trouble (также сценарист и продюсер)
- 1977 — Жизнь в отчаянии / Desperate Living (также сценарист и продюсер)
- 1981 — Полиэстер / Polyester (также сценарист и продюсер)
- 1988 — Лак для волос / Hairspray (также сценарист и продюсер)
- 1990 — Плакса / Cry-Baby (также сценарист)
- 1994 — Мамочка-маньячка-убийца / Serial Mom (также сценарист)
- 1998 — Фотограф / Pecker (также сценарист)
- 2000 — Безумный Сесил Б. / Cecil B. DeMented (также сценарист)
- 2004 — Грязный стыд / A Dirty Shame (также сценарист)

### Актёр
- 1964 — Ведьма в чёрной кожаной куртке / Hag in a Black Leather Jacket
- 1966 — Римские свечи / Roman Candles
- 1968 — Съешь свой макияж / Eat Your Makeup
- 1972 — Розовые фламинго / Pink Flamingos — мистер Джей (озвучивание)
- 1986 — Дикая штучка / Something Wild — продавец подержанных машин
- 1988 — Лак для волос / Hairspray — доктор Фредриксон
- 1989 — Гомер и Эдди / Homer and Eddie — грабитель
- 1999 — Сладкий и гадкий / Sweet and Lowdown — мистер Хейнс
- 2002 — Кровавый пир 2: Всё, что ты сможешь съесть / Blood Feast 2: All U Can Eat — священник
- 2004 — Потомство Чаки / Seed of Chucky — Питер (Пит) Питерс
- 2007 — Лак для волос / Hairspray
- 2007 — Юные защитники / The Junior Defenders — рассказчик
- 2012 — Обрезание / Excision — преподобный Уильям
- 2014 — Пригородная готика / Suburban Gothic — Корнелиус
- 2015 — Элвин и бурундуки: Грандиозное бурундуключение / Alvin and the Chipmunks: The Road Chip — пассажир в самолёте